# Paramunna koreana
Paramunna koreana är en kräftdjursart som beskrevs av Malyutina och Ushakova 200. Paramunna koreana ingår i släktet Paramunna och familjen Paramunnidae. Inga underarter finns listade i Catalogue of Life.